# Prokoenenia javanica
Espèce
Prokoenenia javanica est une espèce de palpigrades de la famille des Prokoeneniidae.

## Distribution
Cette espèce est endémique de Java en Indonésie. Elle se rencontre vers Bogor.

## Description
La femelle holotype mesure 1,55 mm et le mâle paratype 1,25 mm.

## Étymologie
Son nom d'espèce lui a été donné en référence au lieu de sa découverte, Java.

## Publication originale
- Condé, 1990 : Palpigrades endogés de Singapour et de l’Indonésie. Revue Suisse de Zoologie, vol. 97, no 3, p. 681-697 (texte intégral).